# Jessy Greene
Jessy Greene (* 3. března 1970) je americká houslistka, violoncellistka a zpěvačka. V letech 2007 až 2010 vystupovala se skupinou Foo Fighters. Mimo koncertů s kapelou hrála také na jejích albech Wasting Light a Concrete and Gold. V roce 2013 hrála na desce The Ballad of Boogie Christ zpěváka Josepha Arthura. Dále hrála například na albu M:FANS velšského hudebníka a skladatele Johna Calea. Během své kariéry spolupracovala s mnoha dalšími hudebníky, mezi něž patří například Ben Harper, Brody Dalle, Dessa a Mike Gunther či skupiny Wilco a The Afghan Whigs. Rovněž nahrála několik sólových skladeb, mj. na albech Blue Sky (2003) a A Demon & Her Lovers (2006).
Narodila se ve městě Sheffield na západě státu Massachusetts. Na housle se učila od dětství, od čtrnácti pak hrála také na kytaru. V deavdesátých letech hrála v alternativní countryové kapele Geraldine Fibbers.

## Diskografie
- Be Here Now (Suzanne Little, 1995)
- Being There (Wilco, 1996)
- 1965 (The Afghan Whigs, 1998)
- Ox (Dana Thompson, 2001)
- The Red Bedroom (Mark Mallman, 2002)
- Like Hollywood (Marlee MacLeod, 2002)
- Yankee Hotel Foxtrot (Wilco, 2002)
- Desire (JoAnna James, 2005)
- Burn It Down for the Nails (Mike Gunther, 2006)
- Atomism (White Light Riot, 2007)
- Foo Fighters Live at Wembley Stadium (Foo Fighters, 2008)
- Funhouse Tour: Live in Australia (P!NK, 2009)
- As I Call You Down (Fistful of Mercy, 2010)
- Wasting Light (Foo Fighters, 2011)
- Give Till It's Gone (Ben Harper, 2011)
- Double Silhouette (Mark Mallman, 2012)
- If You Have Ghost (Ghost, 2013)
- The Ballad of Boogie Christ (Joseph Arthur, 2013)
- Diploid Love (Brody Dalle, 2014)
- Things I've Done (Karise Eden, 2014)
- M:FANS (John Cale, 2016)
- Stoney (Post Malone, 2016)
- Concrete and Gold (Foo Fighters, 2017)
- Ides (Dessa, 2021)
- Beyond Reason (Run Westy Run, 2023)